# 2012-es GP2 spanyol nagydíj
A 2012-es GP2 spanyol nagydíj volt a 2012-es GP2-szezon negyedik versenye, amelyet 2012. május 11. és május 13. között rendeztek meg a spanyolországi Circuit de Catalunyán, Barcelonában, a 2012-es Formula–1 spanyol nagydíj betétfutamaként.

## Időmérő
| Helyezés | Rajtszám | Versenyző           | Csapat                  | Idő      | Rajthely |
| -------- | -------- | ------------------- | ----------------------- | -------- | -------- |
| 1        | 9        | James Calado        | Lotus GP                | 1:30.655 | 1        |
| 2        | 5        | Fabio Leimer        | Racing Engineering      | 1:30.865 | 2        |
| 3        | 16       | Stéphane Richelmi   | Trident Racing          | 1:30.902 | 3        |
| 4        | 26       | Max Chilton         | Carlin                  | 1:30.962 | 4        |
| 5        | 12       | Giedo van der Garde | Caterham Racing         | 1:31.006 | 5        |
| 6        | 15       | Fabio Onidi         | Scuderia Coloni         | 1:31.167 | 6        |
| 7        | 3        | Davide Valsecchi    | DAMS                    | 1:31.212 | 7        |
| 8        | 14       | Stefano Coletti     | Scuderia Coloni         | 1:31.212 | 8        |
| 9        | 8        | Jolyon Palmer       | iSport International    | 1:31.269 | 9        |
| 10       | 6        | Nathanaël Berthon   | Racing Engineering      | 1:31.308 | 10       |
| 11       | 10       | Esteban Gutiérrez   | Lotus GP                | 1:31.320 | 11       |
| 12       | 25       | Nigel Melker        | Ocean Racing Technology | 1:31.332 | 12       |
| 13       | 23       | Luiz Razia          | Arden International     | 1:31.377 | 13       |
| 14       | 7        | Marcus Ericsson     | iSport International    | 1:31.391 | 14       |
| 15       | 1        | Johnny Cecotto, Jr. | Barwa Addax Team        | 1:31.565 | 15       |
| 16       | 2        | Josef Král          | Barwa Addax Team        | 1:31.599 | 16       |
| 17       | 18       | Fabrizio Crestani   | Venezuela GP Lazarus    | 1:31.677 | 17       |
| 18       | 21       | Tom Dillmann        | Rapax                   | 1:31.682 | 18       |
| 19       | 22       | Simon Trummer       | Arden International     | 1:31.939 | 19       |
| 20       | 11       | Rodolfo González    | Caterham Racing         | 1:31.966 | 20       |
| 21       | 24       | Víctor Guerin       | Ocean Racing Technology | 1:32.270 | 21       |
| 22       | 4        | Felipe Nasr         | DAMS                    | 1:32.325 | 22       |
| 23       | 17       | Julián Leal         | Trident Racing          | 1:32.691 | 23       |
| 24       | 27       | Rio Haryanto        | Carlin                  | 1:33.010 | 24       |
| 25       | 20       | Ricardo Teixeira    | Rapax                   | 1:33.083 | 25       |
| 26       | 19       | Giancarlo Serenelli | Venezuela GP Lazarus    | 1:33.329 | 26       |
| Forrás:  |          |                     |                         |          |          |

## Főverseny
| Helyezés                                                              | Rajtszám | Versenyző           | Csapat                  | Futott kör | Idő/Kiesés oka | Rajthely | Pont      |
| --------------------------------------------------------------------- | -------- | ------------------- | ----------------------- | ---------- | -------------- | -------- | --------- |
| 1                                                                     | 12       | Giedo van der Garde | Caterham Racing         | 37         | 1:00:22.966    | 5        | 25        |
| 2                                                                     | 9        | James Calado        | Lotus GP                | 37         | +0.878         | 1        | 22 (18+4) |
| 3                                                                     | 14       | Stefano Coletti     | Scuderia Coloni         | 37         | +3.811         | 8        | 15        |
| 4                                                                     | 3        | Davide Valsecchi    | DAMS                    | 37         | +11.859        | 7        | 12        |
| 5                                                                     | 6        | Nathanaël Berthon   | Racing Engineering      | 37         | +15.795        | 10       | 10        |
| 6                                                                     | 15       | Fabio Onidi         | Scuderia Coloni         | 37         | +19.379        | 6        | 8         |
| 7                                                                     | 26       | Max Chilton         | Carlin                  | 37         | +19.768        | 4        | 6         |
| 8                                                                     | 23       | Luiz Razia          | Arden International     | 37         | +20.072        | 13       | 4         |
| 9                                                                     | 8        | Jolyon Palmer       | iSport International    | 37         | +27.624        | 9        | 2         |
| 10                                                                    | 10       | Esteban Gutiérrez   | Lotus GP                | 37         | +36.653        | 11       | 3 (1+2)   |
| 11                                                                    | 4        | Felipe Nasr         | DAMS                    | 37         | +45.264        | 22       |           |
| 12                                                                    | 5        | Fabio Leimer        | Racing Engineering      | 37         | +46.534        | 2        |           |
| 13                                                                    | 7        | Marcus Ericsson     | iSport International    | 37         | +47.087        | 14       |           |
| 14                                                                    | 25       | Nigel Melker        | Ocean Racing Technology | 37         | +47.356        | 12       |           |
| 15                                                                    | 11       | Rodolfo González    | Caterham Racing         | 37         | +53.555        | 20       |           |
| 16                                                                    | 27       | Rio Haryanto        | Carlin                  | 37         | +1:00.879      | 24       |           |
| 17                                                                    | 18       | Fabrizio Crestani   | Venezuela GP Lazarus    | 37         | +1:06.737      | 17       |           |
| 18                                                                    | 1        | Johnny Cecotto, Jr. | Barwa Addax Team        | 37         | +1:11.199      | 15       |           |
| 19                                                                    | 24       | Víctor Guerin       | Ocean Racing Technology | 37         | +1:11.397      | 21       |           |
| 20                                                                    | 2        | Josef Král          | Barwa Addax Team        | 37         | +1:14.871      | 16       |           |
| 21                                                                    | 16       | Stéphane Richelmi   | Trident Racing          | 37         | +1:15.821      | 3        |           |
| 22                                                                    | 21       | Tom Dillmann        | Rapax                   | 37         | +1:20.031      | 18       |           |
| 23                                                                    | 22       | Simon Trummer       | Arden International     | 37         | +1:20.382      | 19       |           |
| 24                                                                    | 17       | Julián Leal         | Trident Racing          | 37         | +1:28.989      | 23       |           |
| 25                                                                    | 19       | Giancarlo Serenelli | Venezuela GP Lazarus    | 36         | +1 kör         | 26       |           |
| Ki                                                                    | 20       | Ricardo Teixeira    | Rapax                   | 8          |                | 25       |           |
| Leggyorsabb kör: Esteban Gutiérrez (Lotus GP) – 1:35,200 (21. körben) |          |                     |                         |            |                |          |           |
| Forrás:                                                               |          |                     |                         |            |                |          |           |

## Sprintverseny
| Helyezés                                                                  | Rajtszám | Versenyző           | Csapat                  | Futott kör | Idő/Kiesés oka | Rajthely | Pont      |
| ------------------------------------------------------------------------- | -------- | ------------------- | ----------------------- | ---------- | -------------- | -------- | --------- |
| 1                                                                         | 23       | Luiz Razia          | Arden International     | 25         | 40:08.411      | 1        | 17 (15+2) |
| 2                                                                         | 6        | Nathanaël Berthon   | Racing Engineering      | 25         | +5.256         | 4        | 12        |
| 3                                                                         | 3        | Davide Valsecchi    | DAMS                    | 25         | +5.897         | 5        | 10        |
| 4                                                                         | 9        | James Calado        | Lotus GP                | 25         | +6.575         | 7        | 8         |
| 5                                                                         | 26       | Max Chilton         | Carlin                  | 25         | +13.117        | 2        | 6         |
| 6                                                                         | 12       | Giedo van der Garde | Caterham                | 25         | +14.362        | 8        | 4         |
| 7                                                                         | 10       | Esteban Gutiérrez   | Lotus GP                | 25         | +14.874        | 10       | 2         |
| 8                                                                         | 14       | Stefano Coletti     | Scuderia Coloni         | 25         | +19.223        | 6        | 1         |
| 9                                                                         | 4        | Felipe Nasr         | DAMS                    | 25         | +19.703        | 11       |           |
| 10                                                                        | 18       | Fabrizio Crestani   | Venezuela GP Lazarus    | 25         | +21.570        | 17       |           |
| 11                                                                        | 5        | Fabio Leimer        | Racing Engineering      | 25         | +22.852        | 12       |           |
| 12                                                                        | 21       | Tom Dillmann        | Rapax                   | 25         | +23.312        | 22       |           |
| 13                                                                        | 1        | Johnny Cecotto, Jr. | Barwa Addax Team        | 25         | +30.155        | 18       |           |
| 14                                                                        | 11       | Rodolfo Gonzalez    | Caterham Racing         | 25         | +30.601        | 15       |           |
| 15                                                                        | 27       | Rio Haryanto        | Carlin                  | 25         | +31.281        | 16       |           |
| 16                                                                        | 2        | Josef Král          | Barwa Addax Team        | 25         | +31.834        | 20       |           |
| 17                                                                        | 17       | Julián Leal         | Trident Racing          | 25         | +32.817        | 24       |           |
| 18                                                                        | 15       | Fabio Onidi         | Scuderia Coloni         | 25         | +34.371        | 3        |           |
| 19                                                                        | 16       | Stéphane Richelmi   | Trident Racing          | 25         | +34.818        | 21       |           |
| 20                                                                        | 22       | Simon Trummer       | Arden International     | 25         | +35.426        | 23       |           |
| 21                                                                        | 24       | Victor Guerin       | Ocean Racing Technology | 25         | +38.977        | 19       |           |
| 22                                                                        | 7        | Marcus Ericsson     | iSport International    | 25         | +39.878        | 13       |           |
| 23                                                                        | 20       | Ricardo Teixeira    | Rapax                   | 25         | +41.979        | 26       |           |
| 24                                                                        | 25       | Nigel Melker        | Ocean Racing Technology | 25         | +48.441        | 14       |           |
| Ki                                                                        | 19       | Giancarlo Serenelli | Venezuela GP Lazarus    | 3          |                | 25       |           |
| Ni                                                                        | 8        | Jolyon Palmer       | iSport International    | 0          |                | 9        |           |
| Leggyorsabb kör: Luiz Razia (Arden International) – 1:34,556 (22. körben) |          |                     |                         |            |                |          |           |
| Forrás:                                                                   |          |                     |                         |            |                |          |           |